# NUTS
NUTS (fra fransk nomenclature des unités territoriales statistiques) (oversat til dansk: Statistiknomenklatur for geografiske enheder) er en standardkode for administrative understatlige enheder, til brug i statistik. Standarden blev udviklet af Den europæiske union, og dækker derfor kun medlemslandene i EU. Eurostat har også udviklet et hierarki for de ti lande som sluttede sig til EU i 2004, men denne del af standarden er ikke endelig fastlagt. Koderne tilsvarer ikke nødvendigvis de aktuelle administrative enheder i landene. Dette skyldes blandt andet at man ved grænseændringer ofte beholder de gamle enheder i statistisk sammenhæng, for at kunne sammenligne målinger over tid.

## Opbygning
- NUTS 0: To bogstaver som identificerer landet. Denne del af koden modsvarer ISO 3166-1, bortset fra at Storbritannien bruger UK i stedet for GB.

- NUTS 1: Et ciffer eller ét bogstav som identificerer understatlig enheder. Nummereringen starter med 1, og efter 9 fortsætter den med bogstaver. Den dækker samme enheder som ISO 3166-2, men med helt andre koder.

- NUTS 2 / NUTS 3: Et niveau under dette angives med tal. Er der for mange enheder til at bruge et tal, oprettes kunstige sammenslutninger af enheder. NUTS 2 vil derfor ofte ikke referere til nogen eksisterende administrative enheder.

## Oversigt over NUTS i EU
| Land           | NUTS 1                                           | NUTS 2                                                                             | NUTS 3                                                                                               | LAU 1 | LAU 2                                                                                     |
| -------------- | ------------------------------------------------ | ---------------------------------------------------------------------------------- | --- | --- | ----------------------------------------------------------------------------------------- |
| Belgien        | Gewesten / Régions                               | Provincies / Provinces                                                             | Arrondissementen / Arrondissements                                                                   | | Gemeenten / Communes                                                                      |
| Bulgarien      | Райони (Rajoni)                                  | Райони за планиране (Rajoni za planirane)                                          | Области (Oblasti)                                                                                    | Общини (Obshtini) | Naseleni mesta                                                                            |
| Cypern         | -                                                | -                                                                                  | - | Επαρχίες (Eparchies) | Δήμοι, Κοινότητες (Dimoi, koinotites)                                                     |
| Danmark        | -                                                | Regioner                                                                           | Landsdele                                                                                            | Kommuner | Sogne                                                                                     |
| Estland        | -                                                | -                                                                                  | Grupper af Maakond                                                                                   | Maakond | Vald, linn                                                                                |
| Finland        | Manner-Suomi, Ahvenananmaa/ Fasta Finland, Åland | Suuralueet / Storområden                                                           | Maakunnat / Landskap                                                                                 | Seutukunnat/ Ekonomiska regioner | Kunnat / Kommuner                                                                         |
| Frankrig       | Z.E.A.T + DOM                                    | Régions + DOM                                                                      | Départements + DOM                                                                                   | Cantons de rattachement | Communes                                                                                  |
| Grækenland     | Γεωγραφική Ομάδα (Groups of development regions) | Περιφέρειες (Periferies)                                                           | Νομοί(Nomoi)                                                                                         | Δήμοι, Κοινότητες (Demoi, Koinotites) | Δημοτικά Διαμερίσματα, Κοινοτικά Διαμερίσματα (Demotiko diamerisma, Koinotiko diamerisma) |
| Holland        | Landsdelen                                       | Provincies                                                                         | COROP regio’s                                                                                        | - | Gemeenten                                                                                 |
| Irland         | -                                                | Regions                                                                            | Regional Authority Regions                                                                           | Countys, Cities | Electoral Districts                                                                       |
| Italien        | Gruppi di regioni                                | Regioni                                                                            | Provincie                                                                                            | - | Comuni                                                                                    |
| Letland        | -                                                | -                                                                                  | Statistiskie regioni                                                                                 | Pogost | Republikas pilsetas, novadi                                                               |
| Litauen        | -                                                | -                                                                                  | Apskritys                                                                                            | Savivaldybes | Seniunijos                                                                                |
| Luxembourg     | -                                                | -                                                                                  | - | Cantons | Communes                                                                                  |
| Malta          | -                                                | -                                                                                  | Gzejjer                                                                                              | Distretti | Kunsilli                                                                                  |
| Polen          | Regiony                                          | Województwa                                                                        | Podregiony                                                                                           | Powiaty i miasta na prawach powiatu | Gminy                                                                                     |
| Portugal       | Continente + Regioes autonomas                   | Comissaoes de Coordenaçao regional + Regioes autonomas                             | Grupos de Concelhos                                                                                  | Concelhos - Munícipios | Freguesias                                                                                |
| Rumænien       | Macroregiuni                                     | Regiuni                                                                            | Judet + Bucuresti                                                                                    | - | Comuni + Municipiu + Orase                                                                |
| Slovakiet      | -                                                | Oblasti                                                                            | Kraje                                                                                                | Okresy | Obce                                                                                      |
| Slovenien      | -                                                | Kohezijske regije                                                                  | Statisticne regije                                                                                   | Upravne enote | Obcine                                                                                    |
| Spanien        | Agrupacion de comunidades Autonomas              | Comunidades og ciudades Autonomas                                                  | Provincias + islas + Ceuta, Melilla                                                                  | - | Municipios                                                                                |
| Storbritannien | Government Office Regions; Country               | Counties (nogle grupperet); Inner- og Outer London; Grupper af unitary authorities | Upper tier authorities eller grupper af lower tier authorities (unitary authorities eller districts) | Lower tier authorities (districts) eller individual unitary authorities; Individual unitary authorities eller LECs (eller dele deraf); Districts | Wards (eller dele deraf)                                                                  |
| Sverige        | Grupper av riksområden                           | Riksområden                                                                        | Län                                                                                                  | - | Kommuner                                                                                  |
| Tjekkiet       | Území                                            | Oblasti                                                                            | Kraje                                                                                                | Okresy | Obce                                                                                      |
| Tyskland       | Länder                                           | Regierungsbezirke                                                                  | Kreise                                                                                               | Verwaltungsgemeinschaften | Gemeinden                                                                                 |
| Ungarn         | Statisztikai nagyrégiók                          | Tervezési-statisztikai régiók                                                      | Megyék + Budapest                                                                                    | Statisztikai kistérségek | Települések                                                                               |
| Østrig         | Gruppen von Bundesländern                        | Bundesländer                                                                       | Gruppen von politischen Bezirken                                                                     | Bezirke | Gemeinden                                                                                 |

### Eksempel
For eksempel er koden for det engelske county Kent opbygget således:
- UK: Storbritannien
- UKJ: Regionen South East England
- UKJ4: Kent og Medway
- UKJ42: Kent

## Udenfor EU
Udover de lande som har komplette koder findes der en kode med en to bogstaver for kontinent og to tal for land, som dækker alle lande i verden, bortset fra USA, Canada og Australien, som har specielle koder.
Den tilsvarende standard i USA er FIPS.

## Uregelmæssigheder
Det er nogen uregelmæssigheder i koden:
- Gibraltar har koden E021, som angiver at stedet ligger udenfor EU.
- Fransk Guyana er listet både som FR930 (under Frankrig) og som AS13 (under Sydamerika)